# Почесні громадяни Сарапула

## Почесні громадяни містаСарапула

### Новітні почесні громадяни міста
| Почесні громадяни міста Сарапула | Почесні громадяни міста Сарапула | Почесні громадяни міста Сарапула | Почесні громадяни міста Сарапула | Почесні громадяни міста Сарапула |
| -------------------------------- | -------------------------------- | -------------------------------- | --- | --- |
| №:                               | П. І. Б.                         | Дата народження                  | Діяльність | Нагороди |
| 1.                               | Абросимов Геннадій Єгорович      | 15 березня 1939 року             | До 2009 року генеральний директор НВП «Радіотехніка» Всеросійського товариства сліпих, був депутатом Сарапульської міської ради народних депутатів, Верховної ради Удмуртської АРСР та Державної Ради Удмуртії               | Медаль «За доблесну працю. На відзнаку 100-річчя з дня народження В. І. Леніна» (1978), орден Пошани (1995) |
| 2.                               | Бельтюков Володимир Васильович   | 15 вересня 1947 року             | Заступник голови Уряду Удмуртської Республіки, міністр фінансів Удмуртської республіки, працював на Сарапульському електрогенераторному заводі, Заслужений економіст Удмуртії, Відмінник фінансової роботи Росії             | Медаль «За заслуги у проведені Всеросійського перепису населення», почесні грамоти Державної Ради Удмуртії, Уряду Удмуртії, Міністерства фінансів РФ, подяка міністра фінансів РФ, занесений до Дошки пошани Удмуртії |
| 3.                               | В'ячеслав (Остроумов)            | 17 лютого 1928 року              | Митрофорний протоієрей, отець Сарапульського благочинного округу | |
| 4.                               | Погодаєв Василь Павлович         |                                  | | |
| 5.                               | Полусмак Олександр Михайлович    |                                  | | |
| 6.                               | Савченко Митрофан Васильович     |                                  | | |
| 7.                               | Сєдова Галина Георгіївна         | 2 травня 1924 року               | Працювала головним лікарем медико-санітарної частини Сарапульського електрогенераторного заводу, Герой соціалістичної праці, Заслужений лікар Удмуртії та Росії                                                              | Ордени «Леніна», «Трудового Червоного Прапора», медалі «Золота Зірка», «На відзнаку 100-річчя з дня народження В. І. Леніна»                                                                                          |
| 8.                               | Сторонкін Євгеній Петрович       | 22 вересня 1938 року             | До 2004 року генеральний директор Сарапульського електрогенераторного заводу, був депутатом Верховної Ради та Державної Рад Удмуртії, заслужений машинобудівник Російської Федерації та Удмуртії, автор низки наукових робіт | Орден Трудового Червоного Прапора |
| 9.                               | Трушков Микола Васильович        |                                  | | |
| 10.                              | Файтельсон Яків Михайлович       |                                  | | |
| 11.                              | Федорченко Лідія Миколаївна      |                                  | Письменниця, краєзнавець, Заслужений працівник освіти Російської РФСР, Заслужений працівник культури Удмуртської АРСР | |
| 12.                              | Шадрін Іван Федорович            | 1923 року                        | Ветеран ВВВ, очолював ревізійну комісію міського комітету партії, пенсіонер з 1988 року | Ордени Вітчизняної війни I та II ступенів, «Червоної зірки», медалі «За відвагу», «За оборону Сталінграда», «За перемогу над Німеччиною у ВВВ»                                                                        |

### Почесні громадяни міста часів СРСР
- Азін Володимир Мартинович
- Бобровський Георгій Аркадійович
- Віхерт Євгеній Леонгардович
- Деньгін Сергій Олександрович
- Ільїн Іван Павлович
- Левіатов Юлій Георгійович
- Лоншакова Зоя Олексіївна
- Мельников Микола Васильович
- Оленьова Глафіра Олександрівна
- Пальшина Антоніна Тихонівна
- Решетов Олександр Олександрович
- Седельников Іван Семенович
- Смірнов Іван Йосипович
- Созник Олександр Семенович
- Ступнікова Марія Григорівна
- Тимін Дмитро Іванович
- Тюсіна Надія Олексіївна

### Почесні громадяни міста часів Російської імперії
- Анисімов Михайло Петрович
- Анисімов Павло Петрович
- Барабанщиков Микола Федорович
- Баранов Борис Васильович
- Башенін Павло Андрійович
- Богданович Євгеній Васильович
- Бодалєв Іван Олександрович
- Бодалєв Іван Іванович
- Бодалєв Сергій Іванович
- Боталєв Михайло Аркадійович
- Васильєв Аркадій Юхимович
- Ведерніков Василь Федорович
- Вітте Сергій Юлійович
- Вольф Василь Федорович
- Дедюхін Іван Олексійович
- Дедюхін Прокопій Никифорович
- Дедюхін Степан Никифорович
- Дрягин Олександр Олексійович
- Дягілев Кипріян Захарович
- Жижин Михайло Яковлевич
- Зарніцин Микола Васильович
- Зубарьов Олексій Олександрович
- Зилєв Петро Іванович
- Іжболдин Дмитро Григорович
- Ільїнский Єгор Васильович
- Кабанов Федір Іванович
- Кайсин Ілля Васильович
- Капачинський Дмитро Григорович
- Карпов Степан Єгорович
- Кожков Іван Григорович
- Койсин Петро Васильович
- Колчин Іван Савелійович
- Корешов Павло Тимофійович
- Красноперов Олексій Григорович
- Курбатов Устин Савич
- Курочкин Микола Петрович
- Леонтьєв Олександр Афанасійович
- Леонтьєв Михайло Афанасійович
- Ловцов Олександр Гаврилович
- Наумов Олексій Якович
- Новокшонов Вікентій Володимирович
- Обергюхтин Єгор Сидорович
- Пальшин Олександр Олексійович
- Петров Іван Степанович
- Побєдоносцев Костянтин Петрович
- Пономарьов Василь Григорович
- Пономарьов Микола Ілліч
- Попов Іван Захарович
- Попов Михайло Захарович
- Прокошев Іван Андрійович
- Раскольников Олексій Митрофанович
- Свєрцев Григорій Олександрович
- Севрюков Сергій Михайлович
- Смагін Микола Васильович
- Тихонов Єгор Іванович
- Толстой Дмитро Андрійович
- Трифонов Михайло Васильович
- Троїцкий Степан Олександрович
- Філімонов Аркадій Петрович
- Флоров Олександр Матвійович
- Цуцкарьов Єгор Іванович
- Шадрин Василь Дмитрович
- Шестаков Петро Дмитрович
- Шитов Олексій Трофимович
- Шмельов Федір Іванович